# Document généalogique en France

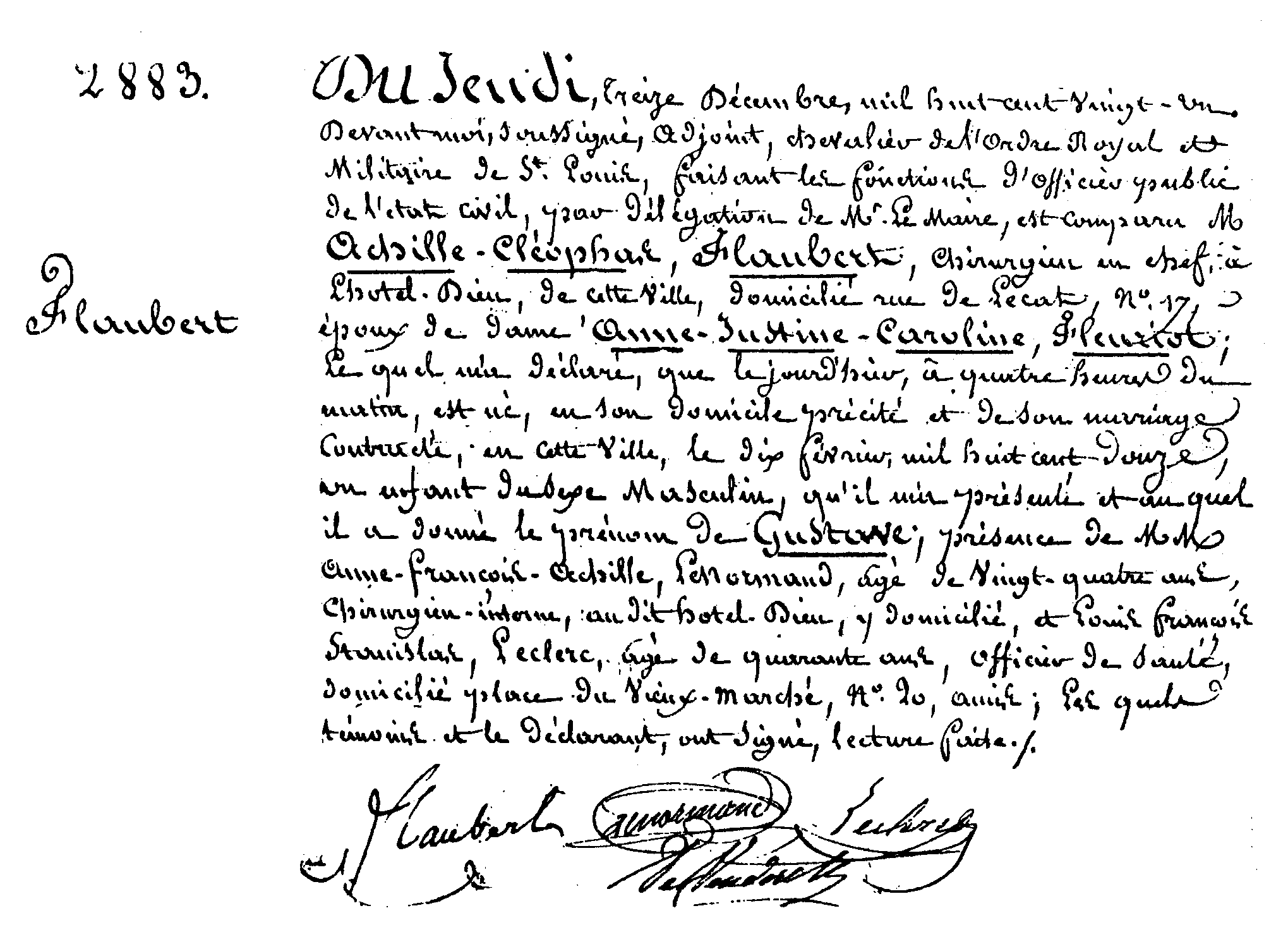
Acte de naissance de Gustave Flaubert.

Un document généalogique contient des informations utiles pour le généalogiste afin d'effectuer une recherche généalogique. Cet article présente les documents disponibles en France.
Ces documents sont multiples mais leur présence, hormis les actes d'état civil et les recensements modernes, est aléatoire. De plus ils sont souvent difficiles à trouver en l'absence d'indexation des archives conservées. On ne peut pas par exemple rechercher un nom de famille pour accéder à tous les actes correspondants. De plus certains documents d'archives sont tout simplement manquants. En effet ils sont fragiles et peuvent avoir été dégradés dans le temps, de manière intentionnelle ou à la suite d'incidents (rats, inondation, incendie comme ce fut le cas à Paris en 1871). Pourtant la France dispose de beaucoup d'archives car la précaution a été prise sous Louis XIV puis confirmé par Louis XV d'établir des copies des registres donc au moins un exemplaire sur les deux a souvent pu être conservé de manière satisfaisante pour être exploitable de nos jours. La lisibilité fait parfois défaut, il faut alors utiliser les techniques de paléographie pour décrypter l'écriture des officiers d'état civil ou curés des paroisses avant la Révolution.
Utiles au généalogiste à la fois pour retrouver les actes essentiels de la vie des individus que sont la naissance, le mariage et le décès, ces documents peuvent permettre également de reconstituer leur cadre de vie historique, leur métier ou encore leur activité militaire. Ils sont aujourd'hui généralement conservés dans les archives départementales, parfois dans les mairies si datés de moins de 150 ans (archives communales). Leur numérisation permet souvent leur consultation à distance via Internet.

## Confidentialité et vie privée
Avant la loi no 2008-696 du 15 juillet 2008, les actes intégraux de l'État civil n'étaient communicables qu'après un délai de 100 ans. Cette nouvelle loi a baissé ce délai à 75 ans .
Les extraits d’actes de naissance et de mariage datant de moins de 75 ans sont communicables à tous ainsi que les tables décennales. Par contre, les actes intégraux de naissance et de mariage datant de moins de 75 ans ne sont pas communicables, sauf dérogation.
Les actes intégraux de décès sont publics et la limitation de 75 ans ne s'applique pas .
Pour la mise en ligne de ces données sur Internet, les recommandations de la Commission Nationale de l’Informatique et des Libertés (CNIL) ont amené à établir un délai de 100 ans, de façon à protéger la vie privée des personnes .

## Registre paroissial
Le registre paroissial est tenu avant la Révolution française de 1789 par les curés catholiques des paroisses et recense de manière chronologique tous les actes de baptême, de mariage et de sépulture de la population de la paroisse. Les généalogistes le désignent parfois sous le terme de registre BMS. Les actes sont bien souvent peu fournis en information sur l'individu. Ainsi pour un acte de sépulture, on trouvera la date de l'acte, les noms et prénoms de l'individu, son âge approximatif et les témoins, on comprend qu'il est dans ce cas assez difficile de retracer quand et où il est né et les noms de ses parents. Pour un acte de naissance on aura les noms des parents, du parrain et de la marraine de l'enfant, parfois des liens de parenté unissant le parrain et la marraine à l'enfant (oncle, grand-père, etc.).
Parallèlement à ces registres, les curés tenaient le Status Animarum sur les données biographiques et religieuses des paroissiens.
Les registres peuvent également contenir des récits concernant la vie de la paroisse tels qu'un baptême de cloche ou la description d'un hiver rigoureux. Il est parfois possible de consulter, en plus des actes de bénédiction nuptiale rédigés lors d'un mariage, des dispenses de bans pour accélérer la date de la cérémonie sans publier les bans plusieurs dimanches consécutifs. Il est possible de trouver des dispenses de parenté accordées par l'évêque pour autoriser un mariage entre parents. Le curé peut aussi faire référence à une "rendue" ou recredo en latin qui est l'attestation de la paroisse d'origine du ou des époux décrétant qu'ils sont bien catholiques et que les bans ont été publiés. Très rarement le prêtre fera mention d'une levée d'opposition dans le cas où une opposition au mariage a été formulée.

## Archives diocésaines
Les archives diocésaines contiennent les registres post-concordataires dans lesquels même après la Révolution les prêtres enregistrent les actes liés à l’Église, en double exemplaire. Le premier registre reste à l'église et le second est déposé aux archives diocésaines à l’évêché ou aux archives départementales. Ces archives sont en principe accessibles sur place et peuvent être utiles dans le cas où les registres d'état civil présentent des lacunes.

## Registre d’état civil
À la suite de la Révolution française, le registre d'état civil est mis en place par décret du 20 septembre 1792 au niveau de la mairie de chaque commune. Un officier d'état civil est alors chargé d'inscrire au registre tous les actes de naissance, de mariage et de décès de la commune de manière chronologique.
L’acte de baptême reste du ressort de l'Église catholique de France, mais il n'a plus aucune valeur juridique aux yeux de l'État.
Au fil du temps et des lois, les mentions obligatoires sur les actes ont été renforcées. Ainsi des mentions marginales ajoutées dans la marge a posteriori ont été rendues obligatoires. Pour les actes de naissance, à partir de 1897 des informations sur le mariage avec date, lieu, nom et prénom du conjoint ont été indiquées en marge de l'acte. La même mention est portée en cas de divorce. De plus à partir de 1945, l'acte de naissance précise le décès dans sa marge, la mairie étant avertie par celle enregistrant l'acte de décès.

### Table décennale
Des tables décennales sont mises en place pour lister tous les actes de la commune sur une période de dix ans. On trouvera dans les archives d'une commune la table décennale 1793-1802 par exemple car ces tables deviennent obligatoirement tenues annuellement à partir de 1793. Pour autant les tables peuvent ne pas être présentes pour la période 1793-1802 mais seulement à partir de 1803. Souvent séparée en trois parties (naissances, mariages, décès), cette table décennale permet d'avoir une liste alphabétique des actes avec le nom des individus et la date de l'acte associé ce qui facilite grandement la recherche d'un acte dont on connaît le nom de l'individu mais pas la date exacte de l'acte. Il faut faire attention à l'orthographe du nom, aux particules qui font qu'un acte peut parfois ne pas être classé à la bonne lettre. De plus, si on cherche un acte de décès par exemple, les femmes sont notées à leur "nom de jeune fille" et pas au nom de leur mari.
Depuis 2019, il est possible d'accéder aux fichiers décennaux des personnes décédés en France grâce aux données de l'Insee (entre 1970 et aujourd'hui).

### Livret de famille
Le livret de famille est un document d'état civil mis en place à partir de 1877. C'est un document relativement récent pouvant permettre de commencer une généalogie ascendante.

## Recensements
Les recensements nominatifs modernes sont réalisés depuis 1831 tous les 5 ans sauf quelques exceptions liées aux guerres. Seuls les recensements datant de plus de 30 ans sont consultables. Ces documents sont conservés aux archives départementales.
Il existe également quelques recensements nominatifs plus limités à compter du XIIIe siècle sur des zones géographiques réduites, dans lesquels, souvent, seul le chef de famille est cité.

## Autres documents avant la Révolution

### Les actes notariés
Les actes notariés (contrat de mariage, testament, bail...) sont fréquents à compter du XVIIe siècle dans les familles aisées. Dans le sud de la France (pays de droit écrit), les actes notariés peuvent être fréquents avant cette période ; on y trouve également des contrats de mariages dans les familles les plus modestes.

### Les rôles d’impôt
Avant la Révolution, des rôles d'impôt étaient établis avant la perception des principaux impôts (capitation, dixième ou vingtième…) ou de temps en temps pour mettre à jour la liste des contribuables. Ces rôles, au contenu variable, recensent généralement par paroisse la liste des chefs de familles imposés ainsi que le montant de l'impôt à acquitter.
Ces documents sont conservés aux archives départementales.

### Les actes de basse justice
Ces actes sont essentiellement :
- les actes de tutelle / curatelle, les décrets de mariage, les scellés et inventaires
- les actes liés au régime féodal : terrier, aveu,

Ces documents sont conservés aux archives départementales.

## Autres documents après la Révolution

### Listes électorales
Les listes électorales comprennent les hommes en âge de voter, le droit n'étant accordé aux femmes qu'à partir de 1944 en France. De même les militaires de carrière ne sont mentionnés sur les listes qu'à partir de 1944. Ces listes peuvent constituer une source intéressante sur l'adresse d'un individu à une époque donnée et son lieu de naissance, permettant ainsi de cibler dans quelle commune chercher son acte de naissance. Utiles aussi lors d'une recherche généalogique descendante, elles sont consultables par tout citoyen pouvant lui-même présenter une carte d'électeur et ce quelle que soit la commune où il est lui-même inscrit.

### Archives militaires
Les archives militaires comprennent les registres des matricules qui sont établis pour tous les hommes ayant atteint l'âge de 20 ans (conscription instaurée en 1798 par la loi Jourdan-Delbrel) à partir de 1867. Ils sont intéressants car ils retracent le parcours militaire d'un individu et indiquent également des caractéristiques physiques telles que la taille, la couleur des cheveux, des yeux ou la forme du visage. Le numéro de matricule affecté à chaque homme est lié à son numéro incrémental dans le registre. Les registres matricules sont découpés par lot de 500 actes. Un découpage départemental est effectué et un jeune homme était affecté à l'un des centres militaires en fonction de son domicile et non de son lieu de naissance.
À la suite de la délibération no 2013-281 du 10 octobre 2013, la Commission nationale de l’informatique et des libertés (CNIL) a autorisé l’indexation et la communication au public des registres matricules des soldats jusqu’à la classe 1921. De fait les différents services d'archives départementales rendent accessibles sur Internet ces documents à partir de janvier 2014. Cette décision de la CNIL a été motivée par le fait que 2014 est l'année du centenaire de la grande guerre et que de nombreuses personnes souhaitent en savoir plus sur leur histoire familiale notamment la vie militaire de leurs ancêtres.

Ces actes sont conservés aux archives départementales pour tous les sous-officiers et militaires du rangs né jusqu'en 1921.

### Registres du Ministère de la Défense
Les registres du Ministère de la Défense sont disponibles auprès du Service historique de la Défense. Fin 2021, la base Mémoire des hommes du Ministère de la Défense permet de consulter si un individu est présent dans les bases suivantes :
- la base des Morts pour la France de la Première Guerre mondiale (1914-1918) ;
- la base des fusillés de la Première Guerre mondiale ;
- la base des Personnels de l'aéronautique militaire ;
- la base des militaires décédés pendant la Seconde Guerre mondiale (1939-1945) ;
- la base des Alsaciens-Mosellans incorporés de force dans l'armée allemande ;
- la base des victimes civiles (1939-1945) ;
- la base des morts en déportation (1939-1945) ;
- la base des fusillés du Mont Valérien ;
- la base des Titres, homologations et services pour faits de résistance ;
- la base des Personnel des Forces aériennes françaises libres ;
- la base des médaillés de la résistance ;
- la base des engagés volontaires étrangers entre le 1er septembre 1939 et le 25 juin 1940 ;
- la base des Morts pour la France de la Guerre d'Indochine (1946-1954) ;
- la base des militaires décédés pendant la Guerre de Corée (1950-1953) ;
- la base des Morts pour la France de la Guerre d'Algérie, des combats du Maroc et de la Tunisie ;
- la base des Victimes civiles disparues durant la Guerre d'Algérie ;
- la base des Militaires français portés disparus durant la Guerre d'Algérie ;
- la base des militaires décédés sur les théâtres d'opérations extérieurs (1905-1962) ;
- la base des militaires décédés en opérations extérieures (1963 à nos jours) ;
- la base des Morts pour le service de la Nation ;
- la base des sépultures de Guerre ;
- la base des Equipages et passagers ;
- la base des Registres de contrôle et registres matricules (1683-1815).

Registre des fusillés :
- Les fusillés de la cascade[12]

### Base de l'Ordre national de la Légion d'honneur
La base Léonore contient les dossiers nominatifs des personnes nommées ou promues dans l'Ordre national de la Légion d'honneur depuis 1802 et décédées avant 1977.

### Base des députés de l'Assemblée Nationale
Une base de données contient les noms des députés français depuis 1789.

### Anciens élèves des grandes écoles
Certaines grandes écoles mettent à disposition la base de leurs anciens élèves. C'est le cas de l'école Polytechnique

### Autres documents
On peut encore trouver des informations dans les documents suivants :
- Naturalisations
- Enfants trouvés
- Pupilles de la nation
- Jugements d'adoption
- Bagnards
- Passeport
- Archives nationales d'outre-mer
- Dons Paroissiaux

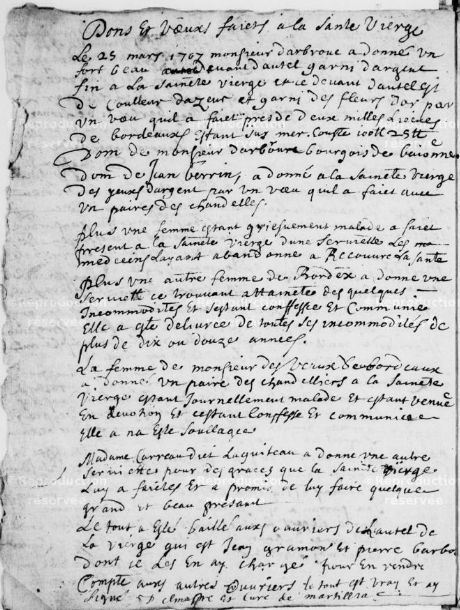
Liste des dons faits à la paroisse Notre-Dame de Martillac en 1707 en le mois de la Sainte Vierge de février et Mars.

Ces documents peuvent être disponibles aux Archives nationales ou dans les différentes archives départementales.
Les centres franciliens des Archives nationales conservent essentiellement les archives des organes centraux de l'État et l'on n'y trouve donc pas de document d'état civil. En revanche, ils offrent des ressources sur la vie et la carrière des individus. Ce sont notamment les dossiers ou documents nominatifs sur tous ceux que l'État a, au cours des siècles
- employés : agents ou fonctionnaires publics, clergé concordataire,
- surveillés, voire persécutés : émigrés, opposants au pouvoir en place, auteurs soumis à la censure théâtrale, déportés politiques ou raciaux, etc.
- payés ou subventionnés : artistes et savants bénéficiant de commandes ou de souscriptions publiques, boursiers,
- récompensés par la Légion d'honneur ou par d'autres distinctions honorifiques,
- indemnisés : victimes de dommages de guerre ou de persécutions,
- autorisés à exercer certains métiers, comme l'édition ou les professions de santé, ou à porter tel titre de noblesse ou tel grade universitaire.

## Cartes
Les cartes sont intéressantes pour le généalogiste afin de situer les lieux de l'époque d'un ancêtre. On peut se référer à ces articles :
- Carte géographique
- Carte topographique
- Carte historique
- Carte de Cassini
- Cadastre napoléonien

Des cartes peuvent être disponibles aux archives départementales.